# Bendición Sánchez (Julio Romero de Torres)
Bendición Sánchez es una pintura del artista español Julio Romero de Torres. Pintada alrededor de 1904 en la etapa modernista del pintor, representa a Bendición Sánchez, que también haría de modelo en otras obras del artista.
Esta obra se conservó en la casa familiar del artista hasta que en el año 1989 fue adquirida por la Junta de Andalucía junto con el resto de la Colección Romero de Torres, siendo dicha colección entregada en 1991 al Museo de Bellas Artes de Córdoba, donde se conserva actualmente.
En 2002 fue sometida a una restauración por la restauradora Rosa Cabello.